# Alexsandro Oliveira Duarte
Alexsandro Oliveira Duarte (Janduís, Provincia, Brasil, 10 de enero de 1981) es un exfutbolista brasileño. Juega de volante y su equipo actual es Saigon Xuan Thanh F.C. de Vietnam.

## Clubes
| Club                   | País    | Año       |
| ---------------------- | ------- | --------- |
| ABC FC                 | Brasil  | 1998-2001 |
| Criciúma Esporte Clube | Brasil  | 2002      |
| Cruzeiro EC            | Brasil  | 2003-2008 |
| Ipatinga FC            | Brasil  | 2008      |
| ABC FC                 | Brasil  | 2009      |
| Ituano FC              | Brasil  | 2010      |
| América de Natal       | Brasil  | 2010      |
| Americana Futebol      | Brasil  | 2011      |
| AA Anapolina           | Brasil  | 2011      |
| Marília Atlético Clube | Brasil  | 2012      |
| Saigon Xuan Thanh F.C. | Vietnam | 2012-     |

## Palmarés

### Campeonatos nacionales
| Título             | Club        | País   | Año  |
| ------------------ | ----------- | ------ | ---- |
| Campeonato Mineiro | Cruzeiro EC | Brasil | 2003 |
| Copa de Brasil     | Cruzeiro EC | Brasil | 2003 |
| Brasileirao        | Cruzeiro EC | Brasil | 2003 |
| Campeonato Mineiro | Cruzeiro EC | Brasil | 2004 |
| Campeonato Mineiro | Cruzeiro EC | Brasil | 2006 |